# Melanitis gnophodes
Melanitis gnophodes är en fjärilsart som beskrevs av Butler 1865. Melanitis gnophodes ingår i släktet Melanitis och familjen praktfjärilar. Inga underarter finns listade i Catalogue of Life.